# Báhoň
Báhoň és un poble i municipi d'Eslovàquia que es troba a la regió de Bratislava, a l'oest del país. El 2017 tenia 1.840 habitants.

## Demografia
| Godina             | 1994 | 2004   | 2014   | 2024   |
| ------------------ | ---- | ------ | ------ | ------ |
| Nombre de persones | 1479 | 1615   | 1748   | 1812   |
| Diferència         |      | +9,19% | +8,23% | +3,66% |

| Godina             | 2023 | 2024   |
| ------------------ | ---- | ------ |
| Nombre de persones | 1833 | 1812   |
| Diferència         |      | −1,14% |